# Bertrade de Montfort
Bertrade de Montfort (c. 1070 – 14 februarie 1117) a fost fiica lui Simon I de Montfort și a soției acestuia, Agnes, contesă de Evreux. Fratele ei a fost Amaury de Montfort.

## Biografie
După ce a pierdut-o pe mama sa, apoi pe tatăl ei în 1087, tânăra Bertrade a fost încredințată unchiului ei Guillaume, conte d'Évreux. De o mare frumusețe, mâna ei a fost cerută de Foulque al IV-lea (1042 - 1109) conte d’Anjou, care era cu treizeci de ani mai în vârstă. Foulque îi obține mâna ca rezultat al negocierilor și după ce a divorțat de soția lui precedentă pe motiv de consangvinitate. Căsătoria dintre Bertrade și Foulque a avut loc în 1089, după ce contele de Anjou a suprimat revolta din Manceaux.
Bertrade l-a născut pe Foulque al V-lea (1092-1144), viitor conte d'Anjou și de Maine și rege al Ierusalimului (din 1131 până în 1144). Scriitorul și istoricul francez Ivan Gobry vorbește și de o fiică, Berthe, căsătorită cu Conan, duce de Bretania, însă Conan al III-lea de Bretania, singurul care ar fi putut corespunde cronologic, era nepotul lui Foulque al IV-lea (mama lui Ermengarde d'Anjou era fiica lui Fulk și a Hildegarde de Baugency).

### Regină a francilor
Filip I (n. 1052 - d. 1108), rege al Franței și-a închis prima soție, Berthe de Frise, într-o mănăstire a castelului de Montreuil, care constituia mare parte din zestrea ei, cu scopul de a o repudia și de a se recăsători. El intenționa să se căsătorească cu Emma, fiica contelui Roger I al Siciliei. Istoricii au susținut că Bertrade a făcut să-i parvină regelui un mesaj prin care-i spunea că mariajul ei cu Foulque era nul deoarece soția lui anterioară era în viață și că ea este dispusă să se căsătorească cu Filip. Regele, atras de frumusețea ei, a acceptat și a trimis un detașament de ofițeri pentru a o aduce la Paris. În orice caz, cronica din 1092 menționează laconic "anul în care Filip a luat-o de soție pe  Bertrade, soția contelui Foulque d'Anjou."
Yves, episcop de Chartres, s-a opus planului de căsătorie. El a protestat puternic împotriva acestui dublu adulter și nu a participat la nuntă. Filip și Bertrade s-au căsătorit la 15 mai 1092, în ciuda faptului că ambii aveau soți în viață. Regele era atât de îndrăgostit de Bertrade încât a refuzat s-o părăsească chiar sub amenințarea excomunicării. Papa Urban al II-a l-a excomunicat în 1095 și Filip a fost împiedicat să ia parte la Prima Cruciadă. Surprinzător, Bertrade i-a  convins pe Filip și Foulque să devină prieteni.
Filip și Bertrade au avut trei copii:
- Filip de Franța (1093 - 1133), conte de Mantes, căsătorit cu fiica lui Gui II de Montlhéry.
- Fleur de Franța (1095 - 1119)
- Cécile de Franța (1097 - 1145), căsătorită cu Tancred de Taranto, principe de Galileea și regent al Principatul de Antiohia; s-a recăsătorit cu Pons de Toulouse, conte de Tripoli.